# Kabuli palaw

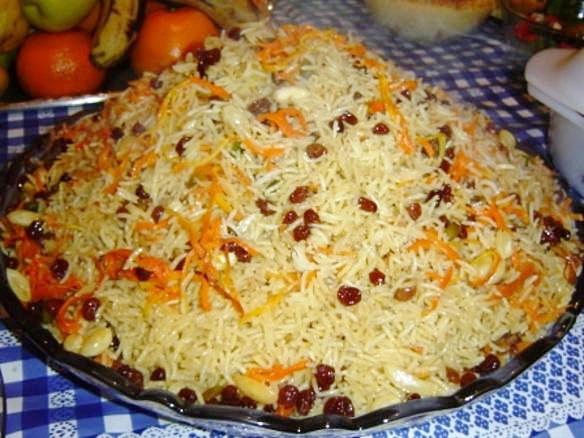
Kabuli palaw

Kabuli palaw (Dari: قابلی پلو, Pasjtoe: کابلي پلاو Kabeli palaw) is een Afghaanse pilav.
De hoofdingrediënten zijn gestoomde rijst, gekaramelliseerde wortelen, rozijnen en gemarineerd vlees (lamsvlees of kalfsvlees). Allerlei variaties zijn gekend in de omliggende Centraal- en West-Aziatische landen, waarbij bijvoorbeeld amandelen, pistachenoten, saffraan kunnen worden toegevoegd.
De naam van het gerecht verwijst naar de regio Kabul en bij uitbreiding naar Noord-Afghanistan en de grensregio met Oezbekistan. Er bestaat ook een Oezbeekse versie van deze pilav, waarbij de rijst eenvoudig wordt gekookt tot alle vocht geabsorbeerd is. Bij kabuli palaw wordt de rijst eerst geweekt, vervolgens gedeeltelijk gekookt en ten slotte gestoomd.